# هيلغ ليلييبيورن
هيلغ ليلييبيورن (بالسويدية: Helge Liljebjörn)‏ (1904) لاعب كرة قدم سويدي راحل كان يجيد اللعب في خط الوسط.
لعب طوال مسيرته الرياضية في نادي غايس.
شارك مع منتخب السويد في بطولة كأس العالم 1934 في إيطاليا حيث خرج من الدور الربع النهائي.

## وصلات خارجية
- هيلغ ليلييبيورن على موقع اتحاد السويد (السويدية)
- هيلغ ليلييبيورن على موقع قاعدة بيانات كرة القدم.إي يو (الإنجليزية)
- هيلغ ليلييبيورن على موقع ناشيونال فوتبول تيمز (الإنجليزية)
- هيلغ ليلييبيورن على موقع عالم كرة القدم.نت (الإنجليزية)

- هذا سيرة ذاتية